# Crocosia phaeocraspis
Crocosia phaeocraspis är en fjärilsart som beskrevs av George Francis Hampson 1914. Crocosia phaeocraspis ingår i släktet Crocosia och familjen björnspinnare. Inga underarter finns listade i Catalogue of Life.